# Jean-Luc Perret
Pour les articles homonymes, voir Perret.
Jean-Luc Perret est un herpétologue suisse, né en 1925 à Cortaillod, dans le canton de Neuchâtel, et mort le 26 janvier 2023 à Genève.
Il a été chargé de recherche au Musée d'histoire naturelle de La Chaux-de-Fonds, puis au Muséum d'histoire naturelle de Genève. Ce dernier possède aujourd'hui ses collections (faites avec Raymond Laurent) sur les amphibiens d'Afrique subsaharienne (Kenya, Cameroun et Zaïre).
Il est l'auteur de plusieurs dizaines de publications relatives aux amphibiens et reptiles, essentiellement africains.
- Thèse à l'Université de Neuchâtel en 1963: « Les Amphibiens du Cameroun », parue in Zoologische Jahrbücher, Jena, Bd. 93 (1966), p. 289-464.

## Éponymies
Les taxons suivants sont dédiés à Jean-Luc Perret :
- Ptychadena perreti Guibé & Lamotte, 1958
- Amietophrynus perreti (Schiøtz, 1963)
- Leptodactylodon perreti Amiet, 1971
- Hemisus perreti Laurent, 1972
- Petropedetes perreti Amiet, 1973
- Astylosternus perreti Amiet, 1978
- Myriopholis perreti Roux-Estève, 1979[2]
- Oswaldocruzia perreti Durette-Desset & Vaucher, 1979
- Feaella perreti Mahnert, 1982
- Trioceros perreti (Klaver & Böhme, 1992)[2]
- Arthroleptis perreti Blackburn, Gonwouo, Ernst & Rödel, 2009

## Quelques taxons décrits
- Afrixalus lacteus Perret, 1976
- Afrixalus paradorsalis Perret, 1960
- Alexteroon Perret, 1988
- Arlequinus Perret, 1988
- Arthroleptis adelphus Perret, 1966
- Atractaspis coalescens Perret, 1960, traité comme synonyme d'Atractaspis irregularis (Reinhardt, 1843)
- Aubria occidentalis Perret, 1995, traité comme synonyme d'Aubria subsigillata (Duméril, 1856)
- Bufo amieti Tandy & Perret, 2000, traité comme synonyme de Sclerophrys taiensis (Rödel & Ernst, 2000)
- Bufo danielae Perret, 1977, désormais Sclerophrys danielae (Perret, 1977)
- Chlorolius Perret, 1988, synonymisé avec Hyperolius Rapp, 1842
- Cnemaspis barbouri Perret, 1986
- Cnemaspis dilepis Perret, 1963
- Cnemaspis gigas Perret, 1986
- Cnemaspis petrodroma Perret, 1986
- Cnemaspis uzungwae Perret, 1986
- Hylarana amnicola Perret, 1977, désormais Amnirana amnicola (Perret, 1977)
- Hylarana asperrima Perret, 1977, désormais Amnirana asperrima (Perret, 1977)
- Hylarana acutirostris longipes Perret, 1960, désormais Amnirana longipes (Perret, 1960)
- Hylarana lepus occidentalis Perret, 1960, désormais Amnirana occidentalis (Perret, 1960)
- Hyperolius mosaicus Perret, 1959
- Kassina arboricola Perret, 1985
- Leptodactylodon mertensi Perret, 1959
- Leptopelis nordequatorialis Perret, 1966
- Morerella Rödel, Kosuch, Grafe, Boistel, Assemian, Kouamé, Tohé, Gourène, Perret, Henle, Tafforeau, Pollet & Veith, 2009
- Morerella cyanophthalma Rödel, Kosuch, Grafe, Boistel, Assemian, Kouamé, Tohé, Gourène, Perret, Henle, Tafforeau, Pollet & Veith, 2009
- Nectophrynoides cryptus Perret, 1971
- Nectophrynoides minutus Perret, 1972
- Nectophrynoides mirei Perret, 1971, désormais Wolterstorffina mirei (Perret, 1971)
- Opisthothylax Perret, 1966
- Panaspis (Lacertaspis) Perret, 1975, désormais traité comme genre à part entière, Lacertaspis Perret, 1975
- Panaspis amieti Perret, 1973, désormais Leptosiaphos amieti (Perret, 1973)
- Panaspis fuhni Perret, 1973, désormais Leptosiaphos fuhni (Perret, 1973)
- Phlyctimantis boulengeri Perret, 1986
- Phrynobatrachus annulatus Perret, 1966
- Phrynobatrachus cricogaster Perret, 1957
- Phrynobatrachus hylaios Perret, 1959
- Phrynobatrachus irangi Drewes & Perret, 2000
- Phrynobatrachus taiensis Perret, 1988
- Psammophis elegans univittatus Perret, 1961
- Ptychadena arnei Perret, 1997
- Ptychadena ingeri Perret, 1991
- Ptychadena largeni Perret, 1994, traité comme synonyme de Ptychadena neumanni (Ahl, 1924)
- Ptychadena mahnerti Perret, 1996
- Ptychadena nana Perret, 1980